# Менделеевск
Менделе́евск (тат. Менделеевск, Миндәлә) — город (с 1967 г.) в Республике Татарстан России. Административный центр Менделеевского района. Образует муниципальное образование город Менделеевск со статусом городского поселения как единственный населённый пункт в его составе.
Распоряжением Правительства РФ от 29 июля 2014 года № 1398-р «Об утверждении перечня моногородов» город включён в категорию «Монопрофильные муниципальные образования Российской Федерации (моногорода), в которых имеются риски ухудшения социально-экономического положения».

## Расположение
Менделеевск расположен на правом берегу Камы и на реке Тойма (приток Камы), в 238 км от Казани, в 170 км от Ижевска, в 1000 км от Москвы, в 20 км от Набережных Челнов и Елабуги, в 70 км от Нижнекамска. Недалеко от города проходят автомобильные трассы М7 Москва—Уфа, Елабуга—Ижевск. В 50 км от Менделеевска находится международный аэропорт «Бегишево» (Тукаевский район). Через город также проходит железная дорога Акбаш—Набережные Челны—Агрыз. В 9 км от города располагается станция Тихоново для отправки грузов. В состав города входит село-пристань Тихие Горы, с которого открывается впечатляющая панорама реки Камы, и посёлок Ленино (Камашево).

## История
Основан в 1868 году как посёлок при Бондюжском химическом заводе купцов-промышленников Ушковых.
С 1928 года рабочий посёлок Бондюжский завод (позднее — Бондюжский), в 1967 году переименован в город Менделеевск в честь Д. И. Менделеева, работавшего некоторое время на заводе.
До 1921 года территория города и района относилась к Вятской губернии, с 1921 года к Елабужскому, с 1928 года — к Челнинскому кантонам ТАССР.
20 января 1931 года район был ликвидирован, территория отошла к Елабужскому району.
Восстановлен 10 февраля 1935 года.
В результате укрупнения административных единиц ТАССР 1 февраля 1963 года Бондюжский район был ликвидирован, территория передана в Елабужский район.
11 августа 1967 года посёлок Бондюжский преобразован в город районного подчинения и переименован в Менделеевск. В состав Менделеевска входят несколько бывших населенных пунктов: деревня Бондюга, посёлок Ленино (деревня Камашево) и село Тихие Горы. По последним данным население города составляет 22161 человек (2008).
15 августа 1985 года Менделеевск стал административным центром Менделеевского района, выделенного из состава Елабужского района.
В январе 2000 года г. Менделеевск получил статус исторического поселения.
В 2005 году г. Менделеевск и Менделеевский район вступил в Российский Союз Исторических Городов и Регионов (РОССИГР).
С 2006 года г. Менделеевск входит в состав Евро-азиатского регионального отделения Всемирной организации «Объединённые города и местные власти».

## Демография
| 1931    | 1939    | 1959    | 1970    | 1979    | 1989    | 1992    | 1996    | 1998    |
| ------- | ------- | ------- | ------- | ------- | ------- | ------- | ------- | ------- |
| 5800    | ↗8500   | ↗11 200 | ↗13 557 | ↗13 986 | ↗18 085 | ↗20 100 | ↗21 100 | →21 100 |
| 2000    | 2001    | 2002    | 2003    | 2005    | 2006    | 2007    | 2008    | 2009    |
| ↘21 000 | ↗21 100 | ↗22 027 | ↘22 000 | ↗22 027 | ↗22 037 | ↗22 161 | ↘22 100 | ↗22 257 |
| 2010    | 2011    | 2012    | 2013    | 2014    | 2015    | 2016    | 2017    | 2018    |
| ↘22 075 | ↘22 060 | ↗22 103 | ↗22 180 | ↘22 131 | ↗22 200 | ↘22 183 | ↗22 203 | ↗22 336 |
| 2019    | 2020    | 2021    |         |         |         |         |         |         |
| ↘22 305 | ↘22 146 | ↗22 875 |         |         |         |         |         |         |

На 1 января 2025 года по численности населения город находился на 606-м месте из 1124 городов Российской Федерации.

## Экономика

### ТОР «Менделеевск»
Постановлением Правительства РФ от 12 февраля 2019 года № 123 утвержден статус территории опережающего социально-экономического развития.

### Промышленность

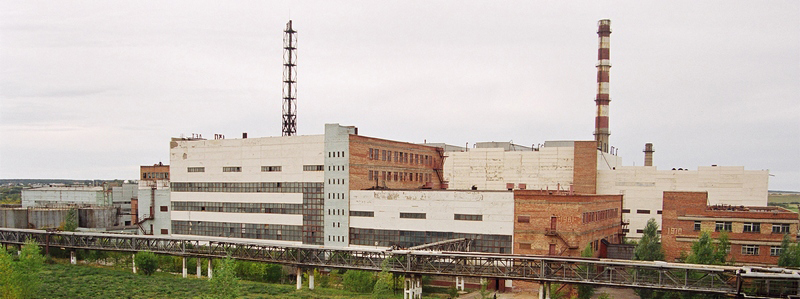
Химический завод имени Л. Я. Карпова

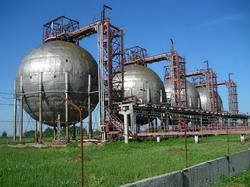
ОАО «Менделеевсказот»

Промышленность Менделеевска характеризуется производством продуктов основной химии, минеральных удобрений (б. Новоменделеевский химический завод, ныне «Менделеевсказот», в 10 км к юго-западу от города, у промзоны Алабуга).

### Транспорт
В городе имеется речной порт на р. Кама, ближайший аэропорт «Бегишево» находится в 50 км от города. Через город проходит железная дорога Агрыз—Круглое Поле—Бугульма. В 9 км от города располагается станция Тихоново для отправки грузов.
Действует один муниципальный маршрут автобуса.

## Архитектура, достопримечательности

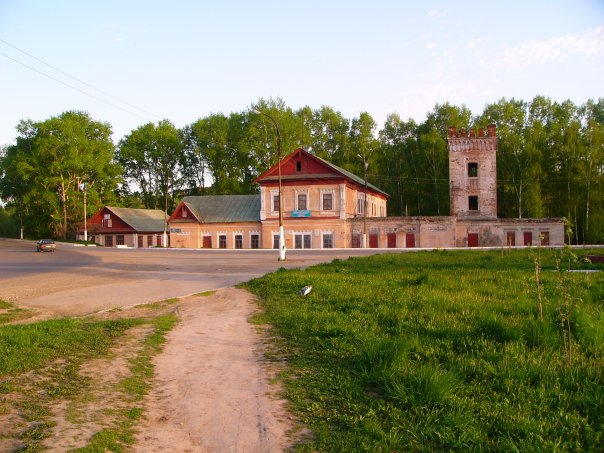
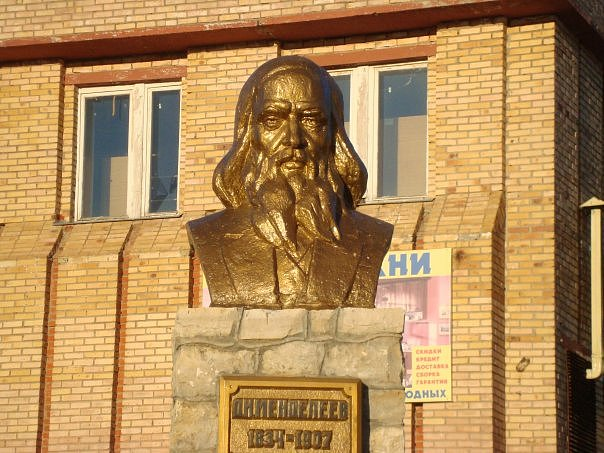
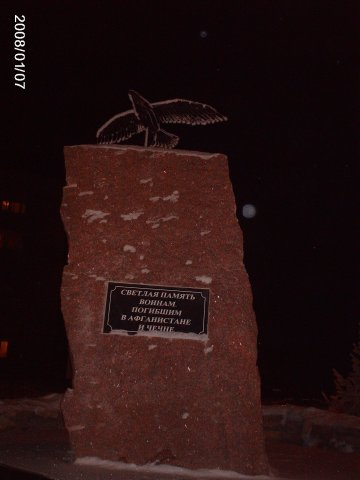
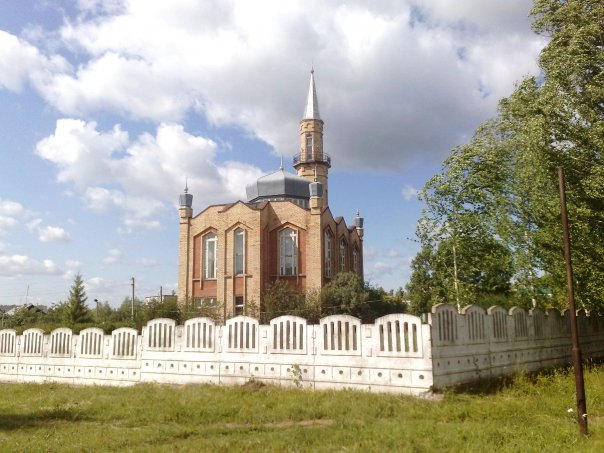
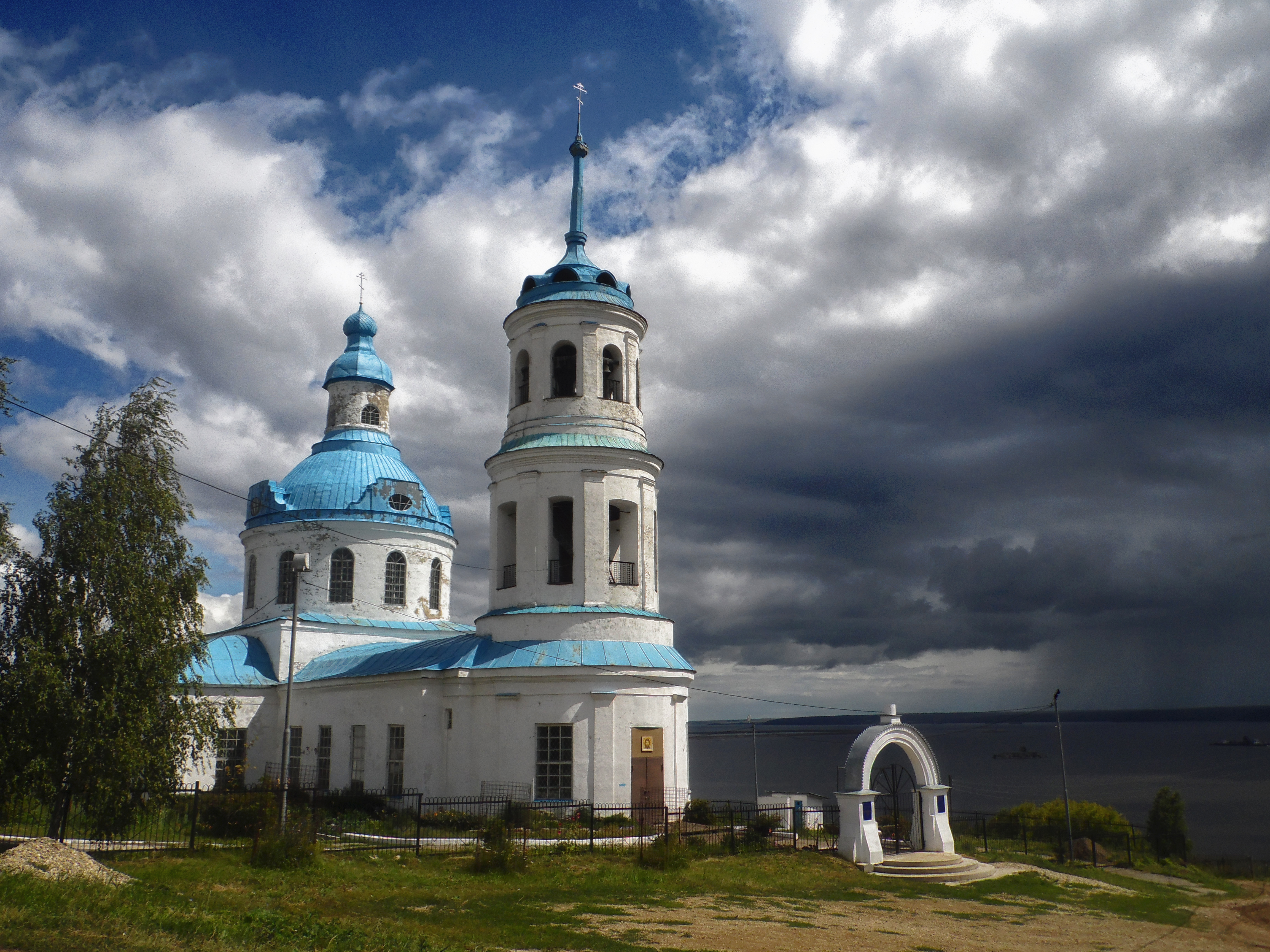
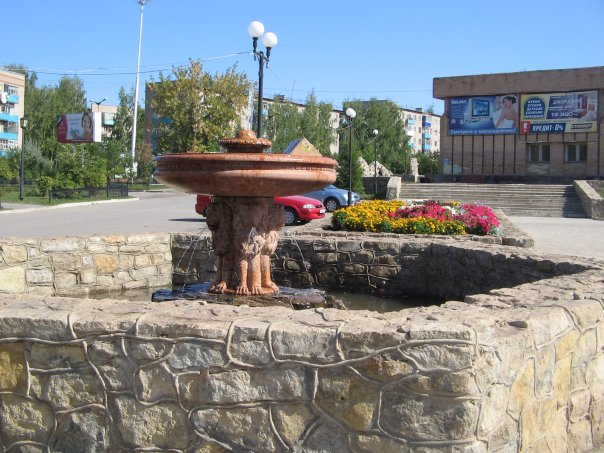
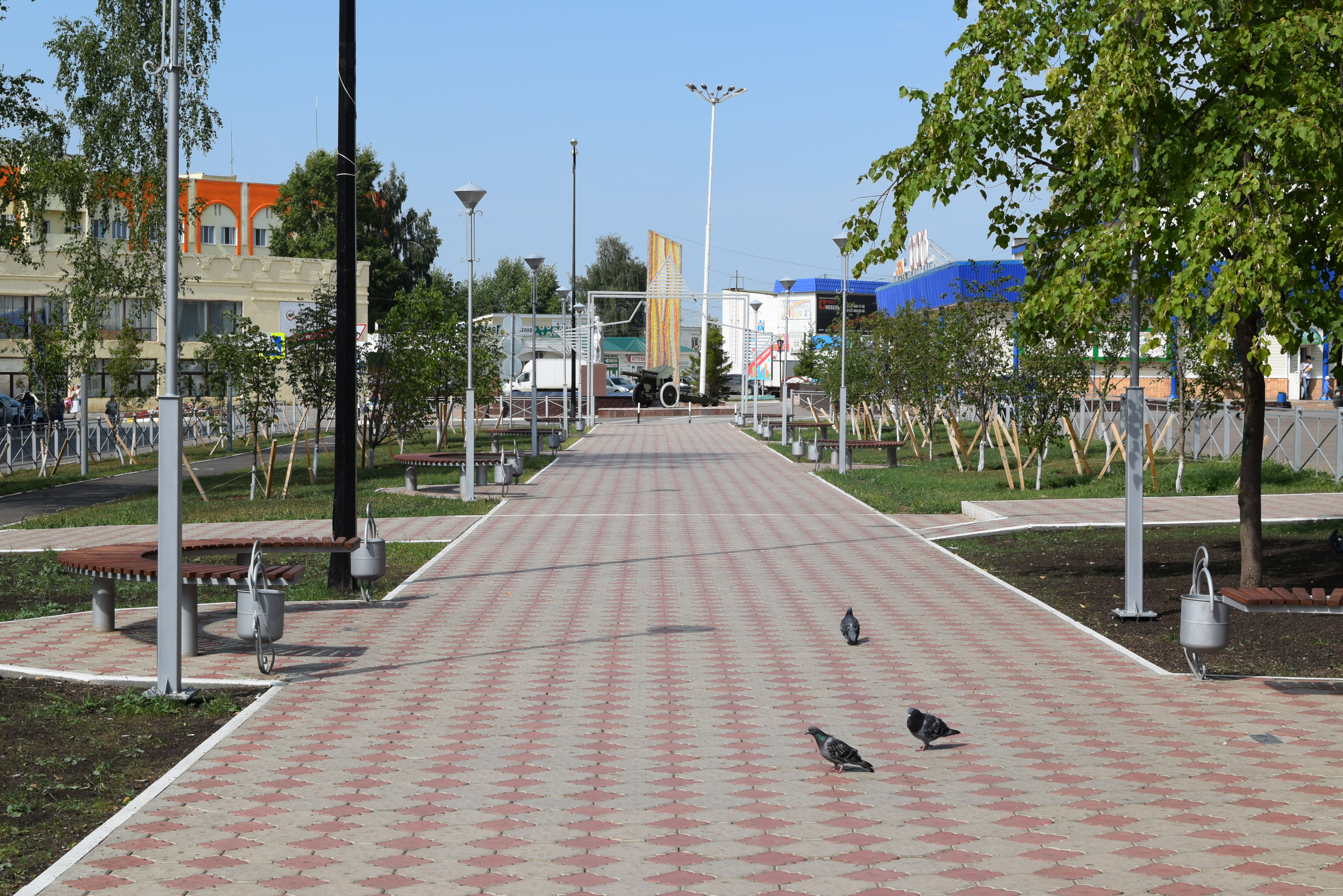
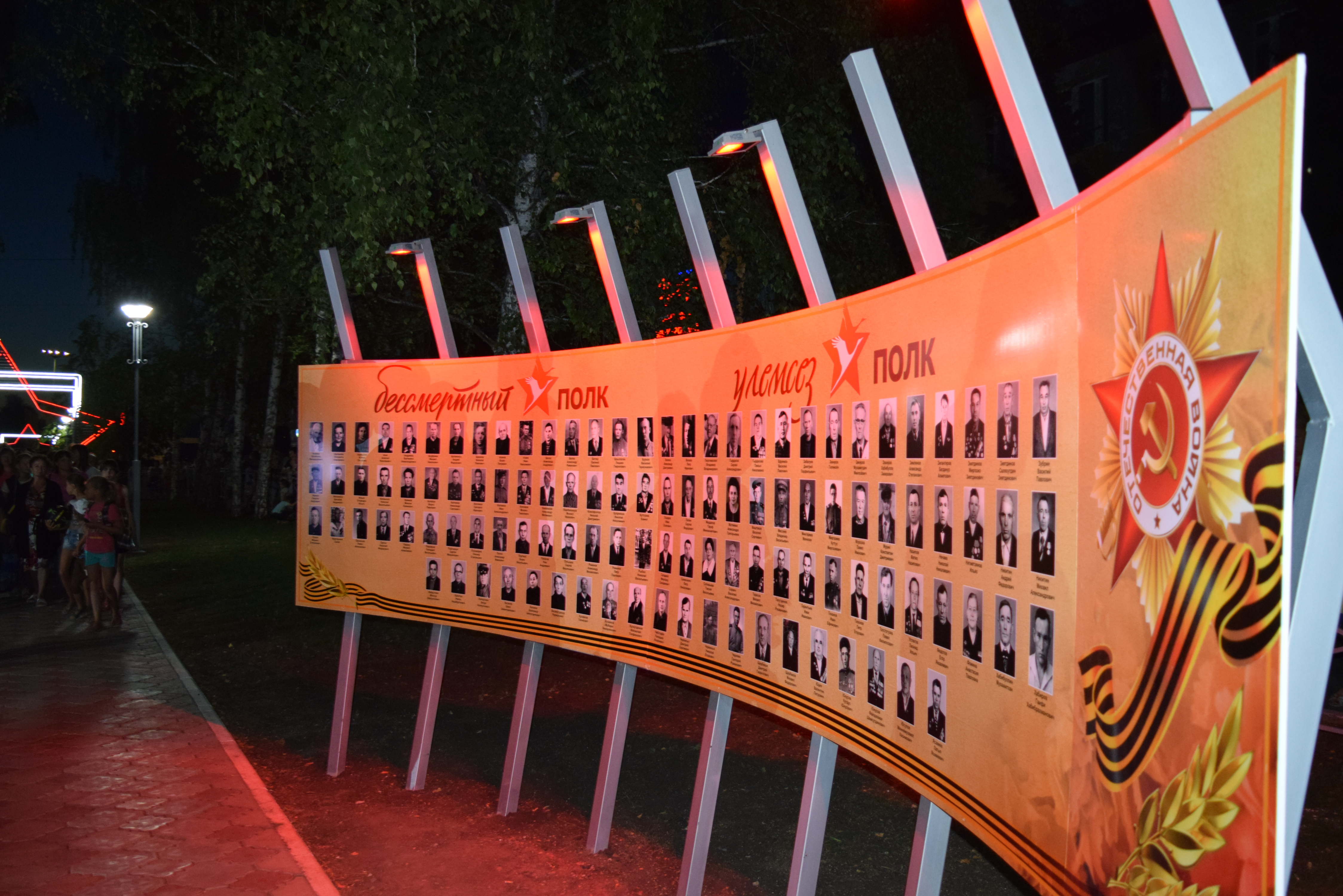
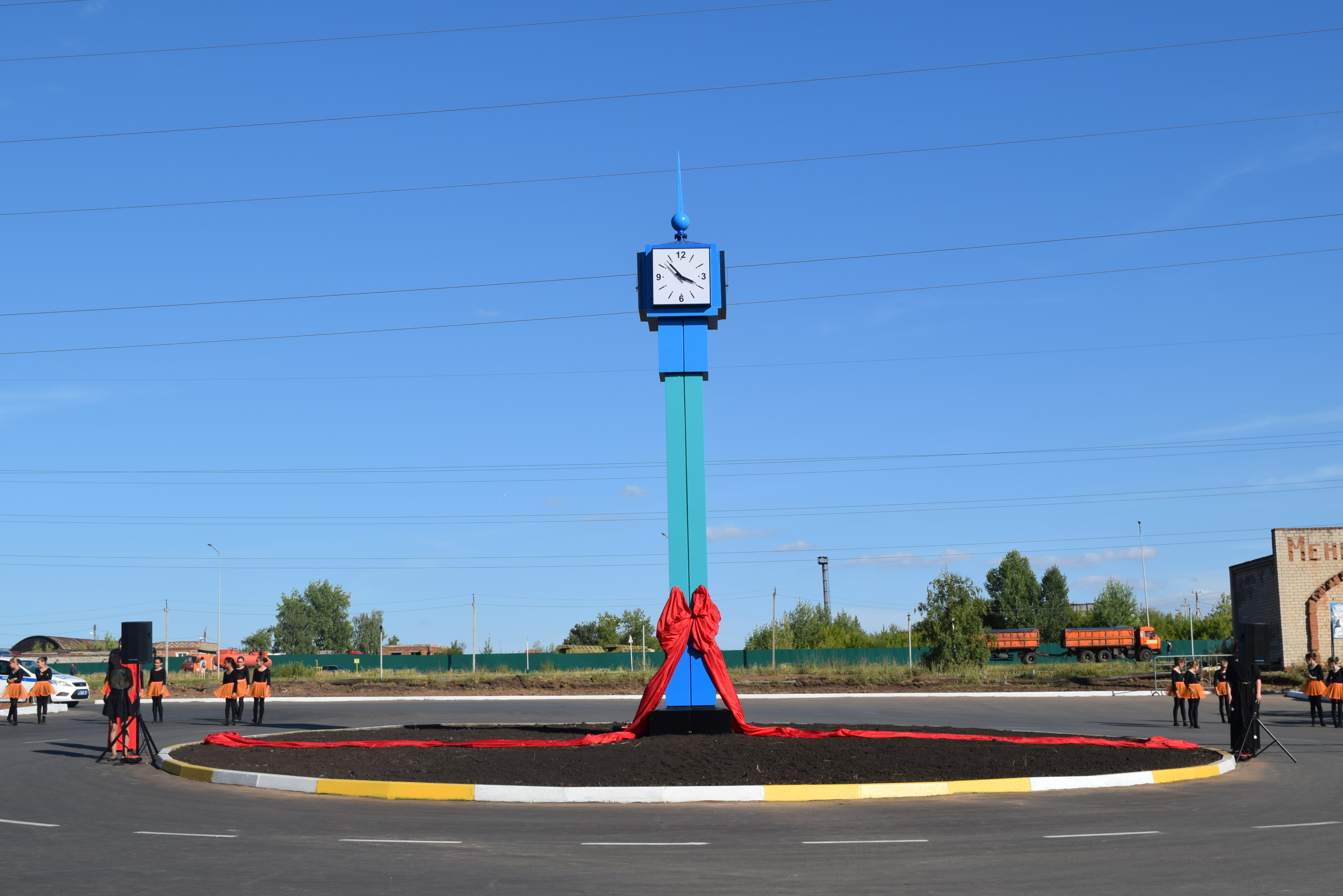

На территории района выявлено более 90 объектов культурного наследия, в том числе 24 памятника археологии, 28 памятников истории, 28 памятников архитектуры, 11 памятников монументального искусства. В районе имеется 13 объектов культурного наследия Республиканского значения. В центре Тихих Гор находится памятник архитектуры — Богоявленская церковь. В 1999 году постановлением КМ РТ создана историко-культурная и природная территория «Имение Ушковых» со статусом особо-охраняемой территории.

## Связь
В настоящее время традиционная (проводная) связь представлена только одним оператором «Филиал ПАО „Таттелеком“ Менделеевский РУЭС».
Предоставляет услуги связи как в городе, так и в районе. Все АТС как в городе, так и в селе 100 % цифровые.
| Операторы мобильной связи                    | Операторы фиксированной телефонной связи | Интернет Провайдеры           |
| -------------------------------------------- | ---------------------------------------- | ----------------------------- |
| * ПАО «Мобильные ТелеСистемы»                | * ПАО «Таттелеком»                       | * ПАО «Таттелеком»            |
| * ПАО «МегаФон»                              | * ПАО «Ростелеком»                       | * ПАО «Мобильные ТелеСистемы» |
| * ПАО «Вымпел-Коммуникации» (бренд «Билайн») |                                          | * ПАО «Ростелеком»            |
| * «Летай»                                    |                                          |                               |
| * АО «TELE2»                                 |                                          |                               |

## СМИ

### Печатные издания
ГУ «Информационный центр „Менделеевск“» издаются районные газеты «Менделеевские новости» — (тат. «Менделеевск яналыклары»), на рус., тат. языках.

### Телевидение
В городе ведётся кабельное вещание 38 телеканалов. Вещание осуществляет ПАО «Мобильные ТелеСистемы».
С 11 ноября 2006 года действует Менделеевская студия телевидения «Менделеевск-ТВ».
C 1 сентября 2009 года запущено цифровое телевидение по сетям кабельного вещания от ОАО «ТРК „ТВТ“».
Принимаются эфирные телеканалы с соседних городов:
| Номер ТВ канала    | Название телеканала              | Несущая частота изображения, МГц | Несущая частота звука, МГц | Мощность передатчика, кВт | Расположение передатчика, город |
| Метровые волны     | Метровые волны                   | Метровые волны                   | Метровые волны             | Метровые волны            | Метровые волны                  |
| ------------------ | -------------------------------- | -------------------------------- | -------------------------- | ------------------------- | ------------------------------- |
| 6                  | НТВ                              | 175,25                           | 181,75                     | 0,5                       | Елабуга                         |
| 9                  | Эфир-Набережные Челны            | 199,25                           | 205,75                     | 2                         | Набережные Челны                |
| Дециметровые волны |                                  |                                  |                            |                           |                                 |
| 21                 | Россия 1 / ГТРК Татарстан        | 471,25                           | 477,75                     | 25                        | Набережные Челны                |
| 23                 | Пятый Канал                      | 487,25                           | 493,75                     | 1                         | Елабуга                         |
| 26                 | Россия К                         | 511,25                           | 517,75                     | 20                        | Набережные Челны                |
| 28                 | план цифра DVB-T                 |                                  |                            | 1                         | Набережные Челны                |
| 29                 | ЭФИР / НТР                       | 535,25                           | 541,75                     | 1                         | Нижнекамск                      |
| 31                 | ТНВ-Татарстан                    | 551,25                           | 557,75                     | 10                        | Нижнекамск                      |
| 32                 | план цифра DVB-T (1 мультиплекс) |                                  |                            | 5                         | Набережные Челны                |
| 33                 | Первый Канал                     | 567,25                           | 573,75                     | 25                        | Набережные Челны                |
| 37                 | Татарстан 24 — Набережные Челны  | 599,25                           | 605,75                     | 1                         | Набережные Челны                |
| 39                 | Известия / Кама-ТВ               | 615,25                           | 621,75                     | 0,5                       | Набережные Челны                |
| 41                 | ТНВ-Планета                      | 631,25                           | 637,75                     | 10                        | Набережные Челны                |
| 46                 | план цифра DVB-T                 |                                  |                            | 1                         | Набережные Челны                |
| 51                 | Татарстан 24 / Челны ТВ          | 711,25                           | 717,75                     | 1                         | Набережные Челны                |
| 53                 | Матч ТВ                          | 727,25                           | 733,75                     |                           | Набережные Челны                |
| 58                 | план цифра DVB-T (2 мультиплекс) |                                  |                            | 5                         | Набережные Челны                |